# Адміністративний поділ КНР
Адміністративний поділ Китаю, близький до сучасного, існує в основному з XVII сторіччя. Значні зміни торкнулися тільки кордонів провінцій у північно-східному Китаю, під час утворення автономних національних областей за радянськими стандартами. Нині люди ідентифікують себе культурно з рідною провінцією, хоча їхні кордони не відповідають межам етнічних і культурних областей Китаю і були проведені у давнину для уникнення провінційного відокремлення.
За китайською конституцією у Китайській Народній Республіці існує три рівні адміністративних одиниць, хоча фактично існує п'ять. Усього існує 33 провінційного рівня утворень, 333 утворень окружного (префектного) рівня, 2862 утворень повітового рівня, 41 636 утворень районного рівня і декілька регіонів з сільським поділом.

## Таблиця
Адміністративний поділ КНР на 2005 рік
| Адмінподіл КНР                              | Адмінподіл КНР | Адмінподіл КНР | Адмінподіл КНР | Адмінподіл КНР                |
| Рівні                                       | Рівні | Рівні | Рівні | Рівні                         |
| 1. Провінційний 省级行政区                  | 2. Окружний 地级行政区 | 3. Повітовий 县级行政区 | 4. Волосний 乡级行政区 | * Сільський 村级行政区        |
| ------------------------------------------- | --- | --- | --- | ----------------------------- |
| Автономний район 自治区                     | Автономна область субпровінційного рівня 副省级自治州 | Міський район 市辖区 Повітовий адміністративний район 县级行政区 Повітове місто 县级市 Повіт 县 Автономний повіт 自治县 Хошун 旗 Автономний хошун 自治旗 | Район 街道 Містечко 镇 Волость 乡 Національна волость 民族乡 Повітовий район 县辖区 Сумон 苏木 Національний сумон 民族苏木 Тимчасове містечко 虚拟镇 | Комуна 社区 Село 村 Ґача 嘎查 |
| Автономний район 自治区                     | Окружне місто 地级市 | Міський район 市辖区 Повітовий адміністративний район 县级行政区 Повітове місто 县级市 Повіт 县 Автономний повіт 自治县 Хошун 旗 Автономний хошун 自治旗 | Район 街道 Містечко 镇 Волость 乡 Національна волость 民族乡 Повітовий район 县辖区 Сумон 苏木 Національний сумон 民族苏木 Тимчасове містечко 虚拟镇 | Комуна 社区 Село 村 Ґача 嘎查 |
| Автономний район 自治区                     | Автономна область 自治州 Округ 地区 Аймак 盟 | Міський район 市辖区 Повітовий адміністративний район 县级行政区 Повітове місто 县级市 Повіт 县 Автономний повіт 自治县 Хошун 旗 Автономний хошун 自治旗 | Район 街道 Містечко 镇 Волость 乡 Національна волость 民族乡 Повітовий район 县辖区 Сумон 苏木 Національний сумон 民族苏木 Тимчасове містечко 虚拟镇 | Комуна 社区 Село 村 Ґача 嘎查 |
|                                             | | | Район 街道 Містечко 镇 Волость 乡 Національна волость 民族乡 Повітовий район 县辖区 Сумон 苏木 Національний сумон 民族苏木 Тимчасове містечко 虚拟镇 | Комуна 社区 Село 村 Ґача 嘎查 |
| Провінція 省                                | | | Район 街道 Містечко 镇 Волость 乡 Національна волость 民族乡 Повітовий район 县辖区 Сумон 苏木 Національний сумон 民族苏木 Тимчасове містечко 虚拟镇 | Комуна 社区 Село 村 Ґача 嘎查 |
| Місто субпровінційного рівня 副省级城市     | Міський район 市辖区 Повітовий адміністративний район 县级行政区 Національний район 民族区 Особливий район 特区 Повітове місто 县级市 Повіт 县 Автономний повіт 自治县 | | Район 街道 Містечко 镇 Волость 乡 Національна волость 民族乡 Повітовий район 县辖区 Сумон 苏木 Національний сумон 民族苏木 Тимчасове містечко 虚拟镇 | Комуна 社区 Село 村 Ґача 嘎查 |
| Окружне місто 地级市                        | Міський район 市辖区 Повітовий адміністративний район 县级行政区 Національний район 民族区 Особливий район 特区 Повітове місто 县级市 Повіт 县 Автономний повіт 自治县 | | Район 街道 Містечко 镇 Волость 乡 Національна волость 民族乡 Повітовий район 县辖区 Сумон 苏木 Національний сумон 民族苏木 Тимчасове містечко 虚拟镇 | Комуна 社区 Село 村 Ґача 嘎查 |
| Автономна область 自治州 Округ 地区         | Міський район 市辖区 Повітовий адміністративний район 县级行政区 Національний район 民族区 Особливий район 特区 Повітове місто 县级市 Повіт 县 Автономний повіт 自治县 | | Район 街道 Містечко 镇 Волость 乡 Національна волость 民族乡 Повітовий район 县辖区 Сумон 苏木 Національний сумон 民族苏木 Тимчасове містечко 虚拟镇 | Комуна 社区 Село 村 Ґача 嘎查 |
| Субокружний рівень 副地级                   | | | Район 街道 Містечко 镇 Волость 乡 Національна волость 民族乡 Повітовий район 县辖区 Сумон 苏木 Національний сумон 民族苏木 Тимчасове містечко 虚拟镇 | Комуна 社区 Село 村 Ґача 嘎查 |
| Лісництво 林区                              | | | Район 街道 Містечко 镇 Волость 乡 Національна волость 民族乡 Повітовий район 县辖区 Сумон 苏木 Національний сумон 民族苏木 Тимчасове містечко 虚拟镇 | Комуна 社区 Село 村 Ґача 嘎查 |
|                                             | | | Район 街道 Містечко 镇 Волость 乡 Національна волость 民族乡 Повітовий район 县辖区 Сумон 苏木 Національний сумон 民族苏木 Тимчасове містечко 虚拟镇 | Комуна 社区 Село 村 Ґача 嘎查 |
| Місто прямого підпорядкування 直辖市        | Нові міські райони субпровінційного рівня 副省级市辖新区 | Нові міські райони субпровінційного рівня 副省级市辖新区                                                                                                 | Район 街道 Містечко 镇 Волость 乡 Національна волость 民族乡 Повітовий район 县辖区 Сумон 苏木 Національний сумон 民族苏木 Тимчасове містечко 虚拟镇 | Комуна 社区 Село 村 Ґача 嘎查 |
| Місто прямого підпорядкування 直辖市        | Міський район 市辖区 | | Район 街道 Містечко 镇 Волость 乡 Національна волость 民族乡 Повітовий район 县辖区 Сумон 苏木 Національний сумон 民族苏木 Тимчасове містечко 虚拟镇 | Комуна 社区 Село 村 Ґача 嘎查 |
| Місто прямого підпорядкування 直辖市        | Повіт 县 | | Район 街道 Містечко 镇 Волость 乡 Національна волость 民族乡 Повітовий район 县辖区 Сумон 苏木 Національний сумон 民族苏木 Тимчасове містечко 虚拟镇 | Комуна 社区 Село 村 Ґача 嘎查 |
|                                             | | | |                               |
| Особливий адміністративний район 特别行政区 | Округ 地区 (неофіційний) | Район 区 | Район 区 | Район 区                      |
| Особливий адміністративний район 特别行政区 | Мерія 民政总署 Місто 市 (неофіційний) | Парафія 堂区 (неофіційний) | Парафія 堂区 (неофіційний) | Парафія 堂区 (неофіційний)    |
| п о р                                       | | | |                               |

## Рівні

### Провінційний

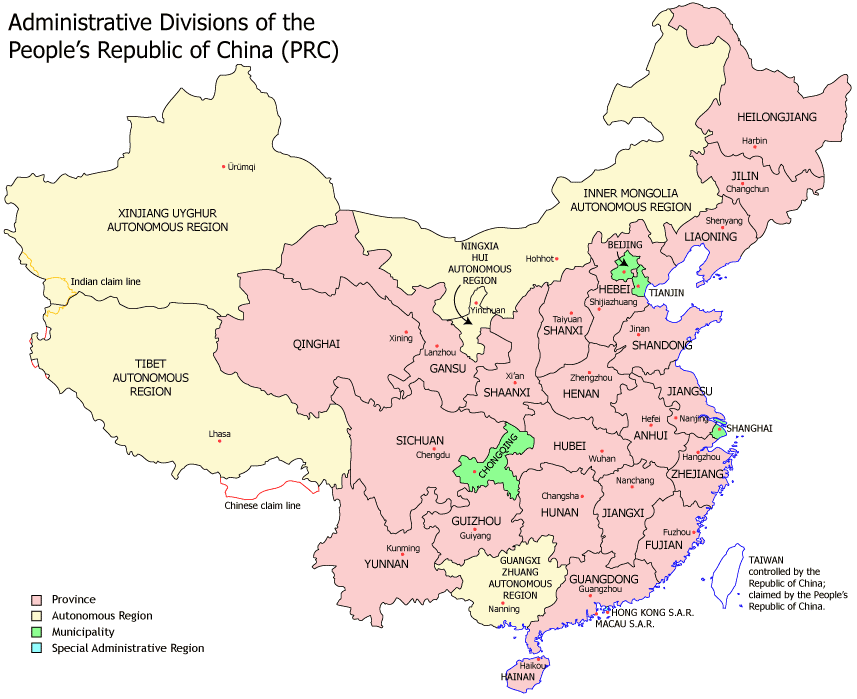
Провінційний рівень

- 23 провінції — Аньхой, Ґаньсу, Ґуандун, Ґуйчжоу, Ляонін, Сичуань, Тайвань, Фуцзянь, Хайнань, Хубей, Хунань, Хебей, Хейлунцзян, Хенань, Цзілінь, Цзянсі, Цзянсу, Цінхай, Чжецзян, Шаньдун, Шаньсі, Шеньсі, Юньнань.
- 5 автономні райони — Внутрішня Монголія, Гуансі-Чжуанський, Нінся-Хуейський, Тибетський, Сіньцзян-Уйгурський;
- 4 міста прямого підпорядкування — Пекін, Тяньцзінь, Шанхай, Чунцін;
- 2 особливі адміністративні райони — Гонконг (з 1997 року) і Макао (з 1999 року).

КНР з часу свого утворення у 1949 році вважає Тайвань своєю 23-ю провінцією, хоча Тайвань ніколи не належав до КНР до цього дня.

### Окружний

Окружний рівень

Всього існує 333 одиниці цього рівня:
- 7 областей (кит.: 地区; діцюй) — існують тільки у Сіньцзяні й Тибеті.
- 30 автономних префектур (кит.: 自治区; цзичжичжоу) — утворені за етнічною ознакою в основному у західному Китаї.
- 293 окружні міста (кит.: 地级市; діцзиши) — типова китайська префектура; включає велике місто і передміську округу.
- 3 аймаки (кит.: 盟; мен (мин)) — одиниці у Внутрішній Монголії, подібні китайським містам-префектурам; більшість мен замінені на міста-префектури; мени є залишком давнього поділу Внутрішньої Монголії.

### Повітовий

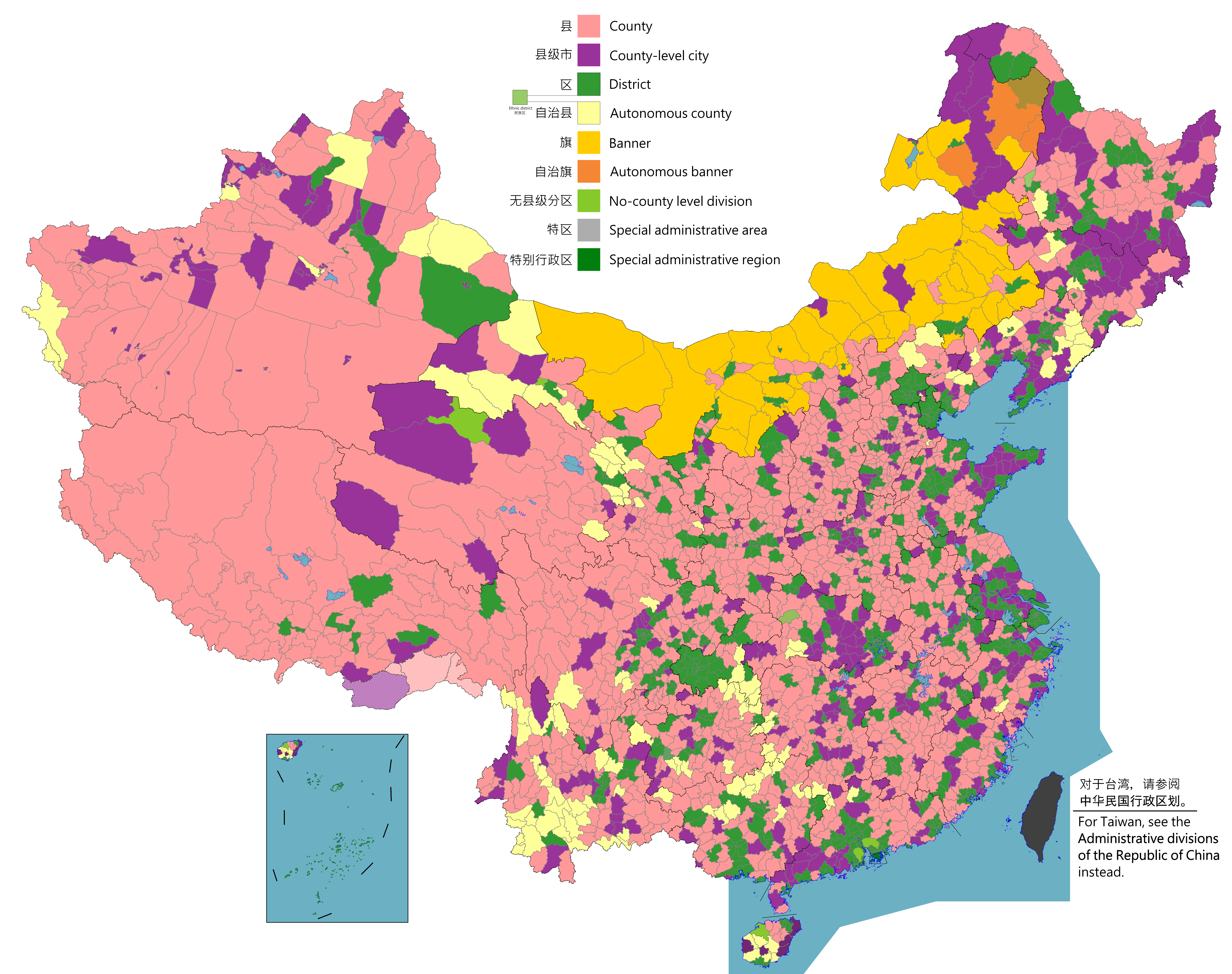
Повітовий рівень.

Усього  існує 2872 адміністративні одиниці повітового рівня:
- 1465 повітів (кит. 县, пін. xiàn; сянь) — існують з V—III сторіччя до н. е.
- 117 автономних повітів (кит.: 自治县; цзичжисянь) — подібні до повітів з більшістю некитайського етносу,
- 374 повітових міст (кит.: 县级市; сяньцзіши) — великі міста з передміською округою, що включила цілковито повіт; у 1990-х роках було поширено надавати повітового статусу великим містам,
- 863 міських райони (кит.: 市辖区; шисяцюй) — у районах активного розширення великих міст сусідні повіти перейменовувалися і перетворювалися на райони міського підпорядкування,
- 1 лісництво (кит.: 林区; ліньцюй) — існує тільки у провінції Хубей,
- 49 хошунів (кит.: 旗; ці) — повіти (ці) у Внутрішній Монголії,
- 3 автономні хошуни (кит.: 自治旗; цзичжиці) — особливі повіти (ці) у Внутрішній Монголії.

### Волосний
Волості Китаю приблизно відповідають польським гмінам, французьким комунам, російським дореволюційним волостям. Усього існувало 40466 адміністративних одиниць волосного рівня.
- 12395 волостей (комун) (кит.: 乡; сян) — найменша історична сільська одиниця Китаю,
- 1085 національних комун (кит.: 民族乡; міньцзусян) — найменша одиниця населена некитайцями,
- 106 сомонів (кит.: 苏木; суму) — найменша одиниця у Внутрішній Монголії, відповідна волості у Китаї,
- 1 національний сомон (кит.: 民族苏木; міньцзусуму) — сомон у Внутрішній Монголії, населена національною меншиною,
- 19 683 містечка (кит.: 镇; чжень) — містечко (селище міського типу) з округою; за населенням перевищує волость,
- 7194 підрайони (кит.: 街道办事处; цзєдаобаньшичу) — урбанізовані одиниці, на які поділені 862 шисяцюй (китайські приміські райони); у свою чергу поділяються на сусідства, квартали, або вулиці,
- 2 райони громадського управління (кит.: 区公所; цюйгунсо) — одиниці поміж повітом і комуною; на сьогоднішній день практично скасовані.

### Сільський
Комуни (цзюміньцюй) й громади (шецюй) у містах й села (або сільські громади) Китаю приблизно відповідають українським селищним і сільським радам. Такі одиниці не є політично вагомими тому їх підрахунок не включає неофіційно створені сусідства й села. Такі одиниці безпосередньо обираються й служать місцеві спільноти.
За сусідствами й сільськими громадами організована і функціоную поштова система Китаю (поштові відділення).
Міські сусідства (цзюміньцюй) й громади (шецюй) керуються підрайонами, які, своєю чергою, входять до складу районів.
Сусідські, громадські й сільські громади мають визначені межі і призначеного голову.
Усього існує:
- 80 717 сусідств (кит.: 居民区; цзюміньцюй) й комун (кит.: 社区; шецюй) — керуються сусідськими радами (кит.: 社区居民委员会; цзюйміньвейюаньхой),
- 623 669 адміністративно організованими (офіційно створенними) селами (кит.: 行政村; сінчженцунь) і саморганізованими (створеними спонтанно) селами (кит.: 自然村; цзижаньцунь) керуються сільськими радами і сільськими групами (кит.: 村民委员会 / кит.: 村民小组; цуньміньвейюаньхой/ цуньміньсяоцзу),
- неофіційні села, сусідства й громади — точна чисельність невідома

## Міста
Політично китайське місто «кит.: 市»(ші) може мати різний адміністративний статус:
- міста прямого підпорядкування — статус якого дорівнює статусу провінції,
- субпровінційне місто (наприклад Шеньян), або місто-префектура (наприклад Баодін),
- субпрефектурне місто (наприклад Суйфеньхе), або місто-повіт (наприклад Веньшань).